# Paraboloid
Paraboloid je u matematici ploha drugog reda ili kvadrika. Postoje dvije vrste paraboloida: eliptički i hiperbolički paraboloid. Eliptički paraboloid ima oblik kao ovalna čaša i može imati maksimalnu i minimalnu vrijednost. U pravokutnom koordinatnom sustavu s tri osi x, y i z, eliptički paraboloid se može opisati kao:
{\displaystyle {\frac {z}{c}}={\frac {x^{2}}{a^{2}}}+{\frac {y^{2}}{b^{2}}}.}
gdje su a i b konstante koje određuju zakrivljenost plohe. Specijalni slučaj eliptičkog paraboloida je kružni paraboloid, kada su konstante a i b jednake. 
Hiperbolički paraboloid (ne treba ga miješati s hiperboloidom) ima dvostruku zakrivljenu plohu, oblika kao sedlo. U pravokutnom koordinatnom sustavu s tri osi x, y i z, hiperbolički paraboloid se može opisati kao: 
{\displaystyle {\frac {z}{c}}={\frac {y^{2}}{b^{2}}}-{\frac {x^{2}}{a^{2}}}.}